# Элмгрин и Драгсет
Элмгрин и Драгсет (Elmgreen & Dragset) — творческий дуэт современных скандинавских художников Майкла Элмгрина (Michael Elmgreen, 1961, Копенгаген, Дания) и Ингара Драгсета (Ingar Dragset, 1969, Тронхейм, Норвегия). Художники живут и работают в Берлине.

## Творчество
- Элмгрин и Драгсет начали сотрудничать в 1995, создали большое количество работ, которые бросают вызов привычному представлению о пространстве. В их творчестве исследуется связь между искусством, архитектурой и дизайном. Это особенно заметно в серии работ, названной Powerless Structures, в которой они иронично трансформируют пространство, реорганизуя архитектурные и социальные структуры для изучения скрытых желаний и механизмов управления. От превращения Фонда Bohen в станцию метро в 2004 до установки бутика Prada в пустыне Техаса в 2005, их деятельность затрагивает вопросы, связанные с социальными моделями и социальным пространством.
- Художники принимали участие во многих международных выставках, включая проект «Станция Утопия» на 50-й Венецианской биеннале (2003), Биеннале в Кванджу (2006), 25-я биеннале в Сан-Пауло (2002).

### Please, keep quiet! (2003)
Please, keep quiet! (2003) — масштабная инсталляция, преобразовавшая зал галереи в госпиталь. Войдя, посетители обнаруживали себя окруженными ширмами, медицинским оборудованием и восковыми фигурами пациентов разных возрастов в больничных койках. Воссоздавая стерильную атмосферу больницы, инсталляция 'Please, keep quiet!' обращается к эстетике минимализма и в то же время удивительно реалистична. Критика белого куба, как специального выставочного пространства, была художественной практикой начиная с 1960-х. В последние годы, нарастающая тенденция среди молодых художников — преобразовывать сам белый куб. Слияние галереи и госпиталя выглядит одновременно органично и противоречиво. Эстетически, стерильность и нейтральность архитектуры и окружения больницы находит параллели в нейтральности белого куба выставочного пространства. Но способы, которыми эти два места функционируют как публичные пространства, сильно отличаются. Созерцание искусства в галерее является приятным отдыхом, посещение больницы — неприятная необходимость.

### Trying to Remember What We Once Wanted to Forget (2009)
В январе 2009 в MUSAC (Испания) открылась самая большая персональная выставка Элмгрина и Драгсета за всю их карьеру Trying to Remember What We Once Wanted to Forget. Проект состоит из двенадцати инсталляций большого размера, шесть из которых были созданы специально для MUSAC. Общая площадь экспозиции составляет порядка 2,500 м², делая эту выставку вехой в их карьере, хотя бы с точки зрения размера. Художники создали проект, исследующий тонкую грань между личным и коллективным. Trying to remember... погружает зрителя в окружение, где он сталкивается с идеей сообщества и двойственностью между ностальгией и желанием.

### Кураторский проект Элмгрина и Драгсета на 53-й Венецианской биеннале (2009)
В 2009 Элмгрин и Драгсет выступят кураторами датского и норвежского павильонов на Венецианской биеннале. Выставка будет назваться «Коллекционеры». Вместе с приглашенными художниками, они трансформируют архитектуру обоих павильонов в домашнюю обстановку и пригласят публику быть гостями. Столовая и спальни, мебель, камины, витражи и произведения искусства расскажут истории о вымышленных жителях, их характерах и образе жизни. В павильонах будет проведена радикальная реконструкция, к работе над проектом будут привлечены более двадцати художников и дизайнеров. Элмгрин и Драгсет поставили своей целью создать уникальную атмосферу интимности, что может идти вразрез с официальной зрелищностью и биеннале.
Экскурсию для публики по датскому павильону с названием «На продажу» будут проводить агенты по недвижимости, которые будут рассказывать истории в стиле Ингмара Бергмана о семейных драмах, которые преследуют этот дом. Длинный плавательный бассейн приведет посетителей к соседнему норвежскому павильону. Внутри они столкнуться с домашней обстановкой таинственного Мистера Б и встретят группу молодых мужчин, энергично потягивающих водку с тоником в условиях, напоминающих мотивы из картин Дэвида Хокни. Как явствует из названия, кураторов интересуют вопросы коллекционирования и психологии, стоящей за практой выражать себя через физические объекты.

## Персональные выставки
| - 2009 Trying to Remember What We Once Wanted to Forget, MUSAC, Испания - 2008 Too Late, Victoria Miro Gallery, Лондон - 2008 Home is the Place you Left, Trondheim Kunstmuseum, Тронхейм - 2008 Inauguration of Gedenkort für die im Nazionalsozialismus verfolgten Homosexuellen, Берлин - 2008 Side Effects, Galerie Emmanuel Perrotin, Париж - 2007 This Is The First Day Of My Life, Malmö Konsthall, Мальмё - 2007 A Change of Mind, Giornata del Contemporaneo organizzata da AMACI, Provincia Autonoma di Bolzano, Альто-Адидже, Италия - 2007 I Care For You, временная инсталляция, Вилла Манин, Центр Современного Искусства, Passariano, Италия - 2006 Disgrace, Galerie Emmanuel Perrotin, Майами - 2006 The Incidental Self, Taka Ishii Gallery, Токио - 2006 Would You Like Your Eggs A Little Different This Morning?, Galleria Massimo de Carlo, Милан - 2006 The Welfare Show, The Power Plant, Торонто - 2006 Шоу благоденствия. Serpentine Gallery, Лондон | - 2005 Конечная станция. Bohen Foundation, Нью-Йорк - 2005 «The Welfare Show», Bergen Kunsthall, Берген - 2005 Bawag Foundation, Вена - 2005 The Power Plant, Торонто - 2005 Wrong Gallery, Нью-Йорк - 2004 «Intervention 37», Sprengel Museum, Ганновер - 2004 «Just a Single Wrong Move», Tate Modern, Лондон - 2004 «Moving Energies # 04. Aspekte der Sammlung Olbricht», Museum Folkwang, Эссен - 2003 Грубый разрез. Fondazione Trussardi, Милан - 2003 «Spaced Out» Portikus, Франкфурт - 2003 «Paris Diaries», Galerie Emmanuel Perrotin, Париж - 2003 «Phone Home» Tanya Bonakdar Gallery, Нью-Йорк - 2003 «Constructed Catastrophes», CCA, Китакюсю - 2003 Please, Keep Silent!, Galleri Nicolai Wallner, Копенгаген - 2002 «Как Вы сегодня?», Galleria Massimo de Carlo, Милан - 2002 «Powerless Structures, Fig. 229», Gallerie Helga Aldevar, Мадрид - 2002 «Museum», Sala Montcada/Fondaciò La Caixa, Барселона | - 2002 «Suspended Space», Taka Ishii Gallery, Токио - 2001 «Taking Place», Kunsthalle Цюрих - 2001 «Opening Soon», Gallery Tanya Bonakdar, Нью-Йорк - 2001 «A Room Defined by its Accessibility», Statens Museum for Kunst, Копенгаген - 2001 Galleri Nicolai Wallner, Копенгаген - 2001 «Linienstr. 160», Klosterfelde, Берлин - 2001 «Powerless Structures, fig. 111», Portikus, Франкфурт - 2000 «Zwischen anderen Ereignissen», Galerie für Zeitgenössische Kunst, Лейпциг - 2000 Roslyn Oxley9 Gallery, Сидней - 1999 Galleri Nicolai Wallner, Копенгаген - 1999 «Powerless Structures, Fig. 57-60», The Project, Нью-Йорк - 1998 «Dug Down Gallery/ Powerless Structures, Fig. 45», Galleri I8 & Reykjavik Art Museum, Рейкьявик - 1997 «Powerless Structures», Gallery Campbells Occasionally, Копенгаген - 1997 «12 Hours of White Paint», Galleri Tommy Lund, Оденсе |

- Мемориал памяти гомосексуалов — жертв нацизма
- Видео внутри мемориала

## Работы (избранное)
| - 2008 Мемориал гомосексуалам — жертвам нацизма, Берлин, Германия - 2008 Поймай меня, если я упаду, инсталляция на Триеннале в Йокогаме, Япония (скульптура мальчика стоит на трамплине на высоте 10 метров над круглым бассейном) - 2007 Drama Queens, скульптурный проект Мюнстера 2007, Муниципальный театр (пьеса) и Музей земли Мюнстера (видео) - 2007 Но я в списке гостей!, инсталляция (нержавеющая сталь, дерево, 228 x 116 x 21см) - 2006 Ирина, скульптура, часть тотальной инсталляции «Home is the Place You Left», Художественный музей Трондхайма, Норвегия - 2006 Donation Box, инсталляция, 105 x 44.5 x 44.5 см - 2006 Socks at Woolworths, инсталляция, «Welfare Show», Serpentine Gallery, Лондон - 2006 Без названия, инсталляция (неоновая вывеска, стулья, стол, микрофон, дерево, дверные ручки), «Welfare Show», Serpentine Gallery, Лондон - 2006 Modern Moses - 2005 Social Mobility, инсталляция в виде лестницы с обвалившимися ступенями, 430 x 700 x 200 см - 2005 Interstage, инсталляция, выставлялась на «Welfare Show», Bergen Kunsthall, Берген; Serpentine Gallery, Лондон; Powerplant, Торонто - 2005 Prada Marfa, инсталляция в виде бутика Prada в техасской пустыне - 2005 End Station, инсталляция в виде станции метро в Bohen Foundation, Нью-Йорк - 2005 Uncollected (Baggage reclaim) - 2004 Just a Single Wrong Move, Tate Modern, Лондон - 2004 Go, Go, Go, инсталляция - 2003 Кратчайший путь, инсталляция, 250 x 850 x 300 см. Выставлялась в Галерее Vittorio Emmanuele, Милан; MCA Чикаго, на ярмарке Арт Базель, Базель. - 2003 Spelling U-T-O-P-I-A, Проект «Станция Утопия», Венецианская биеннале - 2002 How Are You Today?, Galleria Massimo De Carlo, Милан | Серия «Powerless Structures»: - 2003 Fig. 255. Инсталляция в виде павильона из стекла с двумя писсуарами, 240 x 240 x 120 см. - 2002 Prison Breaking, Fig.333. Инсталляция демонстрировалась на 25-й Биеннале в Сан Пауло, Бразилия - 2002 Fig. 133 (Tripledoor) - 2001 Elevated Gallery, Fig. 146 - 2001 Fig. 150 (Tilted wall) - 2001 Fig. 111 - 2000 Fig. 88 (Gallery Space), дерево, краска, стол, стул, галерест. Инсталляция на Манифесте 3 в Музее современного искусства в Любляне. - 2000 Fig. 123 (Two door handles) - 2000 Fig. 129 (Corner door) - 2000 Fig. 122 (Two doors) - 1999 Fig. 81 (Stack of plates) - 1998 Fig. 21 (Queer bar) - 1998 Fig. 45. Инсталляция (дерево, краска, галогеновые светильники, стол и стул, 300 x 500 x 225 см), Рейкьявик - 1998 Fig. 21, перформанс в Musée d’Art Moderne de la Ville de Paris, Франция - 1997 Трамплин, Fig. 11. Инсталляция в виде трамплина, который высовывается из окна музея. Экспонировалась в Музее современного искусства Луизианы (1997), Музее современного искусства в Сиднее (2000). - 1997 Fig. 15 (12 Hours of White Paint). Перформанс в течение 12 часов. Белое прямоугольное пространство красится белой краской, которая затем смывается. |  |

## Публичные коллекции
| - Fundación ARCO, Мадрид, Испания - Ballroom Marfa / Art Production Fund / Elmgreen & Dragset, Chihuahua Desert, Highway 90 leading into Marfa, Техас - Bundesrepublik Deutschland, Tiergarten, Берлин - Centro de Artes Visuales Helga de Alvear, Касерес - CGAC, Centro Galego de Arte Contemporáneo, Сантьяго-де-Компостела - Colombus Museum of Art, Огайо - DekaBank-Kunstsammlung, Франкфурт - DAIWA Radiator Factory, Хиросима - Ellipse Foundation, Alcoitâo, Португалия - Fondazione Morra Greco, Неаполь - The Israel Museum of Modern Art, Иерусалим - Kistefos-Museet, Jevnaker, Норвегия - Astrup Fearnley Museet for Moderne Kunst, Осло | - Thyssen-Bornemisza Contemporary Art Foundation, Вена - Kunstverein Springhornhof, Neuenkirchen, Германия - Landbrukshøgskolen på Ås, Норвегия - Landesmuseum Münster, Мюнстер - Lufthansa Aviation Center, Франкфурт - Malmö Konstmuseum, Мальмё - The Margulies Collection, Майами - MCA Museum of Contemporary Art, Чикаго - Migros Museum, Цюрих - Moderna Museet, Стокгольм - MUMOK Museum Moderner Kunst Stiftung Ludwig, Вена - Museion — Museum of Modern and Contemporary Art, Больцано - Museum Folkwang, Эссен - Museum Kurhaus Kleve - Национальный музей искусства, архитектуры и дизайна, Осло | - Nordland Fylke, Tranøy, Норвегия - Pinakothek der Moderne, Мюнхен - Sammlung Christian Boros, Берлин - Sammlung Goetz, Мюнхен - Sammlung Haubrok, Берлин - Hamburger Bahnhof, Берлин - Художественный музей Хорсенса, Хорсенс, Дания - Louisiana Museum of Contemporary Art, Humlebæk, Дания - Statens Museum for Kunst, Копенгаген - Arken Museum for Moderne Kunst, Ishøj, Дания - Musée national d’art moderne, Centre George Pompidou, Париж - Verbrandt-Vanhaerents, Брюссель - Fonds National d’art Contemporain, Париж |